# Fortifications de Morat
 (avril 2016).

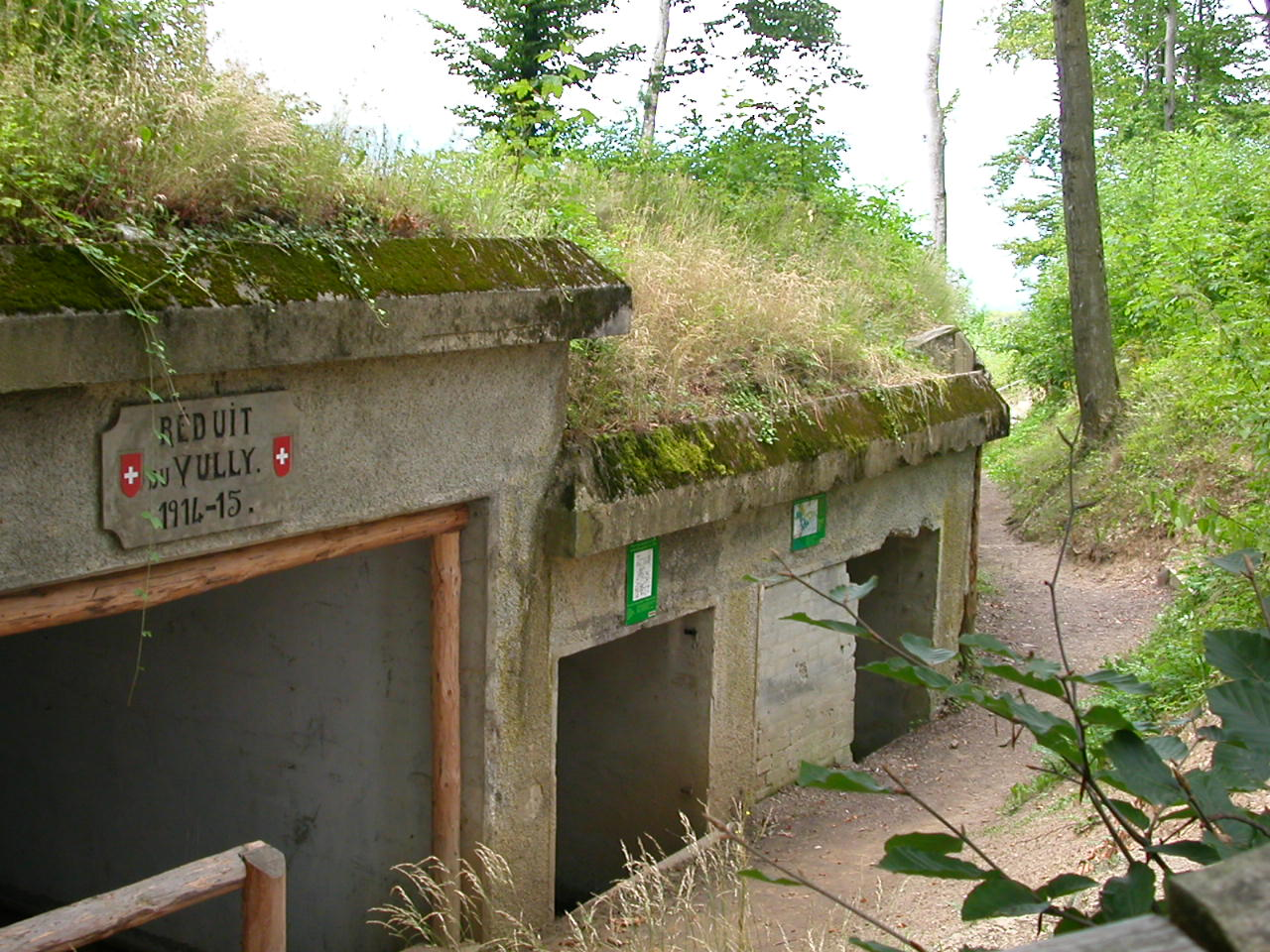
Réduit du Mont-Vully, construit en 1914-1915

Les fortifications de Morat sont, aux côtés des fortifications de Hauenstein (de) et des fortifications de Bellinzone (de), la plus importante ligne de défense de l'Armée suisse pendant la Première Guerre mondiale. Elles avaient pour objectif de protéger le Moyen-Pays suisse d'une attaque venant du Nord.

## Situation
Trois secteurs de fortifications s'échelonnent l'un derrière l'autre dans la région comprise entre le canal de la Thielle, le mont Vully et Morat-Laupen/Sarine.
Le secteur de fortifications Jolimont est situé entre le lac de Neuchâtel et le lac de Bienne. Il se compose de trois lignes de défense échelonnées qui empêchent une incursion ennemie au-delà du canal de la Thielle. La première ligne protège la rive de La Thielle par trois positions d'infanterie et toute une série de fortins équipés de mitrailleuses. La seconde ligne serpente au nord de Gals entre le bois du Niederholz et le pied du Jolimont. Comme troisième et principale ligne de défense, on construit à partir de 1916 une position forestière (Waldstellung) au Jolimont. Quant à son versant sud, il accueille dès 1914 des batteries d'artillerie.
Les secteurs de fortifications Mont Vully et Murten-Saane (Morat-Sarine) sont composés de fortins d'infanterie qui se couvraient mutuellement, soutenus par des positions d'artillerie en retrait. Ils doivent bloquer l'accès à la zone Mont Vully entre le lac de Neuchâtel et le lac de Morat. Ils permettent également de briser à la hauteur de Bösingen une offensive ennemie lancée entre le lac de Morat et les méandres de la Sarine.

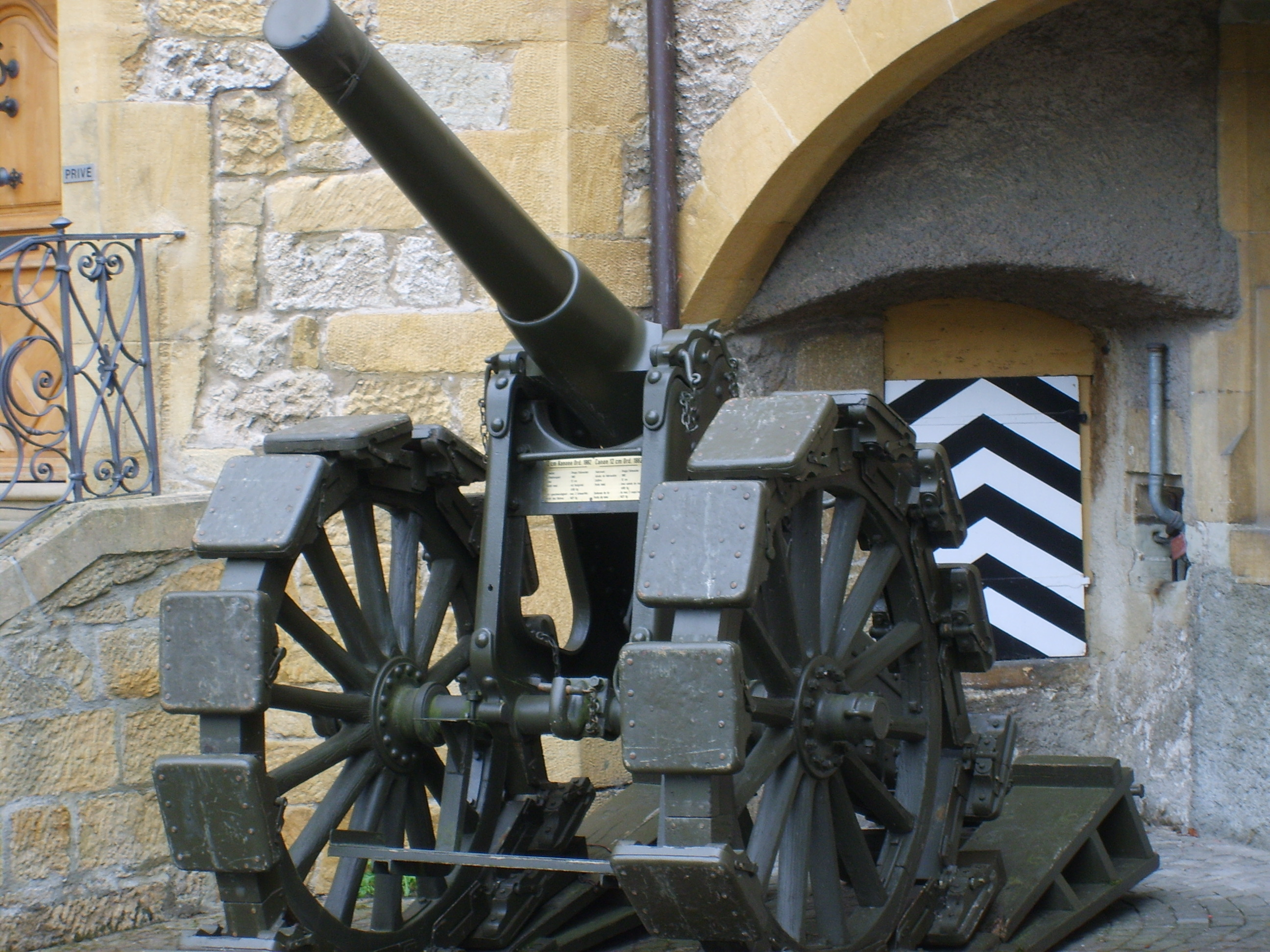
Canon de 12 cm, Ord. 1862

## Histoire
Les tensions vont croissantes en Europe et, après son élection en 1906 en tant que chef de l'état-major, Theophil Sprecher von Bernegg (de) entreprend d'évaluer les menaces qui pèsent sur la Suisse. Il tire les conclusions suivantes. L'Allemagne se garderait de menacer de sa propre initiative une région de Suisse. La France, par contre, pourrait envisager une manœuvre de contournement à travers le territoire suisse visant la frontière non fortifiée du sud de l'Allemagne. À cette époque les frontières des trois États convergent en un point près de Bonfol puisque l'Alsace était alors territoire allemand.
Sur la base de cette analyse, les ingénieurs du génie établissent des plans détaillés des espaces stratégiques Ouest (position de blocage de Morat) et Nord (tête de pont d'Olten et des fortifications de Hauenstein (de)) qui sont mis en œuvre avant le début des hostilités en 1914. Après la guerre, il s'avère qu'en décembre 1915 l'armée française avait bel et bien conçu un plan dans ce sens sous le nom de Plan H (pour "Helvétie").

## Mission
On nomma le colonel de milice et conseiller aux États schaffhousois Heinrich Bolli au poste de commandant des fortifications de Morat. Le capitaine et futur divisionnaire Eugen Bircher (de), quant à lui, fut nommé chef d'état-major.
Les ordres pour les fortifications de Morat ont été formulés le 8 août 1914. La tâche des fortifications de Morat était la protection de la ville de Berne en tant qu'accès au Plateau suisse contre une offensive ennemie venant de la rive nord du canal de la Thielle ou du canton de Vaud. De même, il fallait garantir la liberté de mouvement de l'armée de manière que les troupes suisses disposent d'une couverture des flancs en cas de jonction pour une offensive à l'est de la Sarine ou au nord du lac de Bienne.
Les voies de communications les plus directes menant de la France à Berne passaient par le val de Travers avec la mise en service dès 1901 de la ligne de chemin de fer reliant Pontarlier. La ligne Lötschberg-Simplon, qui constituait un axe géostratégique important depuis sa construction en 1913, pouvait être efficacement verrouillé sur les rives de La Thielle.[réf. nécessaire]

## Préparation de l'ouvrage
En septembre 1914 environ 16 000 soldats de milice garnissent d'obstacles le réseau de tranchées en demi-lune avoisinant les fortifications de Morat : des positions d'artillerie, des casemates de béton pour mitrailleuses, des casemates souterraines, des dépôts de munitions et des fortins reliés par des galeries creusées à même la molasse.
Un relâchement de la tension aux frontières permet de rendre à l'agriculture et à l'économie une partie des forces de travail nécessaires. Entre octobre 1914 et 1917, il y a en moyenne 2 000 hommes qui servent dans les fortifications. Ils logent dans les maisons d'école et restaurants des villages avoisinants. La construction des fortifications de Morat aura coûté entre 22 et 26 millions de francs suisses rapporté à la valeur du franc suisse pour l'année 2000.

Position d’artillerie sur le Jolimont.
Tranchées du fort Les Planchettes sur le mont Vully.

## Deuxième Guerre mondiale et guerre froide
Pendant la Deuxième Guerre mondiale, la zone de Morat est équipée pour servir de poste avancé au Réduit national. La brigade frontière 2 et la brigade légère 1 y sont affectées. La position de Morat constitue une pierre angulaire du Réduit. On ajoute au Vully de nouveaux fortins anti-chars. Ces positions fortifiées sont installées un peu plus à l'ouest que celles des ouvrages des fortifications de Morat.
Pendant la guerre froide c'est le régiment d'infanterie motorisée 2 de la division mécanisée 1 qui est prévu pour le service de l'ouvrage. Avec Armee 95 (de) les ouvrages sont déclassifiés.